# Paraguay en los Juegos Olímpicos de Los Ángeles 1984
Paraguay estuvo representado en los Juegos Olímpicos de Los Ángeles 1984 por un total de 14 deportistas masculinos que compitieron en 4 deportes.
El portador de la bandera en la ceremonia de apertura fue el yudoca Max Narváez. El equipo olímpico paraguayo no obtuvo ninguna medalla en estos Juegos.